# Minna Hesso
Minna Hesso (ur. 15 marca 1976 w Vantaa) – fińska snowboardzistka. Jej najlepszym wynikiem olimpijskim jest 6. miejsce w halfpipe’ie na igrzyskach w Nagano. Na mistrzostwach świata najlepszy wynik uzyskała na mistrzostwach w Madonna di Campiglio, gdzie zajęła 5. miejsce w halfpipe’ie. Najlepsze wyniki w Pucharze Świata osiągnęła w sezonie 1997/1998, kiedy to zajęła 27. miejsce w klasyfikacji generalnej, a w klasyfikacji halfpipe’a była szósta.
W 2002 r. zakończyła karierę.

## Sukcesy

### Igrzyska olimpijskie
| Miejsce | Dzień     | Rok  | Miejscowość    | Konkurencja | Zwycięzca    |
| ------- | --------- | ---- | -------------- | ----------- | ------------ |
| 6.      | 12 lutego | 1998 | Nagano         | Halfpipe    | Nicola Thost |
| 9.      | 10 lutego | 2002 | Salt Lake City | Halfpipe    | Kelly Clark  |

### Mistrzostwa Świata
| Miejsce | Dzień       | Rok  | Miejscowość          | Konkurencja | Zwycięzca       |
| ------- | ----------- | ---- | -------------------- | ----------- | --------------- |
| 6.      | 24 stycznia | 1997 | San Candido          | Halfpipe    | Anita Schwaller |
| 5.      | 27 stycznia | 2001 | Madonna di Campiglio | Halfpipe    | Doriane Vidal   |

### Puchar Świata

#### Miejsca w klasyfikacji generalnej
- 1996/1997 - 106.
- 1997/1998 - 27.
- 2000/2001 - 80.
- 2001/2002 - -

#### Miejsca na podium
1. Hintertux – 26 listopada 1997 (Halfpipe) - 2. miejsce
2. Sankt Moritz – 7 stycznia 1998 (Halfpipe) - 2. miejsce
3. Tignes – 18 listopada 2000 (Halfpipe) - 2. miejsce